# Jivaji Rao Scindia
Ali Jah Umdat al-Umara Hisam us-Sultanat Mukhtar al-Mulk Azim al-Iqtidar Rafi-us-Shan Wala Shikoh Muhtasham-i-Dauran, Maharajadhiraj Maharaja Shrimant Sir George Jivaji Rao Scindia (o Sindhia) Bahadur Shrinath Mansur-i-Zaman Fidvi-i-Hazrat-i-Malika-i-Mua'zzama-i-Rafi-ud-Darja-i-Inglistan (Gwalior 26 de juny de 1916 - Bombai 16 de juliol de 1961) fou maharaja Scindia de Gwalior.
Era fill de Madhav Rao II Scindia (i la seva segona dona) al que va succeir al morir el 5 de juny de 1925 sota un consell de regència presidit successivament per dues esposes del seu pare. El 26 de juny de 1936 fou declarat major d'edat quan tenia 20 anys i va rebre plens poders el 22 de novembre de 1936. Fou nomenat cavaller imperial de l'Índia l'1 de gener de 1941 i cavaller de l'orde de l'estrella de l'Índia l'1 de gener de 1946.
El 15 d'agost de 1947 va signar l'accessió a l'Índia i va incorporar l'estat a la unió de Madhya Bharat el 15 de maig de 1948 sent nomenat Rajpramukh el dia 28 de maig, exercint el càrrec fins a la seva abolició el 31 d'octubre de 1956. Va exercir també diversos graus militars.
Es va casar el 1941 amb Shrimant Akhand Soubhagyavati Maharani Vijaya Raje Sahib Scindia (+ 2001). Va tenir un fill i quatre filles. El fill Yuvaraja Maharaj Shrimant Madhav Rao Scindia Bahadur el va succeir en els títols i drets amb el nom de Madhav Rao III Scindia.